# Глеб Рогволодович (князь друцкий)
Глеб Рогволодович (ум. ок. 1186) — князь Друцкий, возможно, в 1144—1151 и 1159—1162, а также после 1171 — в 1180-х, из рода Полоцких князей, сын князя Роговолода Борисовича.
Упоминается в качестве Друцкого князя в 1180 году в Ипатьевской летописи как союзник смоленского князя Давыда Ростиславича в его противостоянии с черниговскими князьями, хотя сторону черниговцев приняли и полочане.
Князь Давыд затворился от черниговских князей у Глеба в Друцке. Они ожидали нападения старшего из черниговцев князя Святослава, но к стенам Друцка свою дружину, а также полочан и половцев в 1181 году привел его брат Ярослав Всеволодович вместе с новгород-северским князем Игорем Святославичем (главным героем «Слова о полку Игореве»). Они взяли город в осаду, заняв позицию на левом берегу реки Друть, и стали дожидаться подхода князя Святослава с новгородскими дружинами.
Давыд попытался навязать сражение отдельно Ярославу, Игорю и половцам до подхода Святослава, но им удалось этого избежать, использовав Друть в качестве естественной преграды. Время от времени лучники Давыда переправлялись через реку и вступали в схватку с черниговцами, но полноценного сражения удавалось избежать.
Такая «пассивная» осада продолжалась не менее недели. Когда к Друцку подошел Святослав, Давыд ночью тайно бежал в Смоленск. Черниговские князья не стали его преследовать и атаковать Смоленск, а сожгли острог Друцка и вернулись на юг. Возможно, в результате этого Глеб вынужден был покинуть Друцк.